# Compagnie des chemins de fer de la Limagne
La Compagnie des chemins de fer de la Limagne (CFL), est créée en 1903 pour exploiter deux lignes de chemins de fer entre Riom et Volvic et entre Gerzat et Maringues dans le département du Puy-de-Dôme.

## Histoire
La Compagnie CFL se substitue en 1903 à la Société de construction des Batignolles qui avait reçu la concession des deux lignes précitées.
Le 1er juillet 1939, elle assure  l'exploitation de la ligne  Vertaizon - Billom qui lui est affermée en remplacement de la Compagnie du chemin de fer de Vertaizon à Billom. La Compagnie disparait en 1965 remplacée par une régie départementale. L'exploitation est assurée dès lors par la SNCF. La gare de Maringues fut transformée en salle des fêtes pour l'association Pro patria à la fin des années 1960.

## Les lignes
- Gerzat - Maringues (20 km) : ouverture en 1889, fermeture en 1950

| LSTR |

| BHF |

| 0,000   |
| 412,132 |

|  | xABZgl | LSTRq |

|  | RAq | lDSTRq | RAq |  |

| exBHF |

| WASSERq | exWBRÜCKE1 | WASSERq |

| exBHF |

| exBHF |

| exBST |

| exBHF |

| exKBHFe |

| LSTR |

| BHF |

| 0,000   |
| 412,132 |

|  | xABZgl | LSTRq |

|  | RAq | lDSTRq | RAq |  |

| exBHF |

| WASSERq | exWBRÜCKE1 | WASSERq |

| exBHF |

| exBHF |

| exBST |

| exBHF |

| exKBHFe |

- Riom - Volvic (18 km) : (voie métrique), ouverture en 1890, fermeture en 1936.

|  |  | LSTR |

|  |  | LSTRq | vSTR+r-SHI1+r |  |

|  |  |  | vÜST |

|  |  | uexKBHFa | HUBq · vBHF | HUBe@gq |

| 405,511 |
| 405,562 |

|  | WASSER+l | uexhKRZWae | vWBRÜCKE1 | WASSERq |

|  | WASSER | uexSTR | SPLel+g | LSTRq |

| LSTRq | hKRZWaeq | uxmKRZu | STRr |  |

|  | WASSERl | uexWBRÜCKE1 | WASSERq |  |

| uexBHF |

| uexBHF |

|  |  | uexSTR | STR+l | LSTRq |

|  | uexKBHFe | BHF |

|  |  | LSTR |

|  |  | LSTR |

|  |  | LSTRq | vSTR+r-SHI1+r |  |

|  |  |  | vÜST |

|  |  | uexKBHFa | HUBq · vBHF | HUBe@gq |

| 405,511 |
| 405,562 |

|  | WASSER+l | uexhKRZWae | vWBRÜCKE1 | WASSERq |

|  | WASSER | uexSTR | SPLel+g | LSTRq |

| LSTRq | hKRZWaeq | uxmKRZu | STRr |  |

|  | WASSERl | uexWBRÜCKE1 | WASSERq |  |

| uexBHF |

| uexBHF |

|  |  | uexSTR | STR+l | LSTRq |

|  | uexKBHFe | BHF |

|  |  | LSTR |

## Matériel roulant
Locomotives à vapeur
- N° 1 à 3, type 030T, livrées par Batignolles en 1888
- N° 11 et 12, type 030T, livrées par Batignolles en 189 (voie métrique)